# Nigel Green
Nigel McGown Green, född 15 oktober 1924 i Pretoria, Sydafrikanska unionen, död 15 maj 1972 i Brighton, East Sussex var en brittisk skådespelare.

## Rollista i urval
- 1956 – Han gav sig aldrig
- 1959 – Hänsynslös ungdom
- 1960 – Gentlemannaligan
- 1962 – Mannen som dog 3 gånger
- 1963 – Det gyllene skinnet
- 1964 – De blodtörstiga
- 1964 – Zulu
- 1965 – Fu Manchu - skräckens mästare
- 1965 – Fallet Ipcress
- 1966 – Khartoum
- 1967 – Mr Drummond och djävulens agenter
- 1967 – Slaget om Tobruk
- 1967, 1969 – The Avengers (TV-serie)
- 1968 – Ett järn i elden
- 1969 – Ruttet spel
- 1970 – Brevet till Kreml
- 1972 – Den härskande klassen